# بومة بيل صائدة السمك
بومة بيل صائدة السمك ( Scotopelia peli ) هي أكبر الأنواع من البومة في عائلة بوم حقيقي . تم العثور على عليها في أفريقيا وتعيش بالقرب من الأنهار والبحيرات. تتغذى ليلاً على الأسماك والضفادع التي يتم انتزاعها من سطح البحيرات والأنهار. هذه الأنواع تفضل الأنهار البطيئة الحركة مع وجود أشجار كبيرة متدلية لتجثم و تأكل منها. تعشش في تجاويف الأشجار الكبيرة. على الرغم من أنها تضع بيضتين ، إلا أنه فقط واحد منهم يعيش.

## الوصف
بومة بيل صائدة السمك هي واحدة من أكبر أنواع البومة في العالم. من بين البوم في العالم ، تحتل المرتبة الخامسة من حيث الوزن في المتوسط ، والسابع الأطول في الطول ووتر الجناح المقاس والرابع الأطول في جناحيها المتوسط ، على الرغم من أن جميع الأنواع الكبيرة لم تقاس أجنحة الجناح. يقيس 51–63 سنتيمتر (20–25 بوصة) في الطول ، تمتد حول 153 سنتيمتر (60 بوصة) عبر الأجنحة ويزن ما لا يقل عن 2.35 كيلوغرام (5.2 رطل) . تم العثور على رجل يزن 1.72 كيلوغرام (3.8 رطل) وأربع إناث في المتوسط 2.19 كيلوغرام (4.8 رطل) ، قد تتجاوز البومة الثلجية (فقط أخف بنسبة 4 ٪ في المتوسط في ست مجموعات بيانات) باعتبارها البومة الحية الخامسة أو السادسة في المتوسط. تحت التصنيف الحالي ، هي أثقل بومة موجودة خارج جنس Bubo ، على الرغم من أن بعض المؤلفين قد يشملون أيضًا البوم الصيد في Bubo . من بين القياسات القياسية ، فإن وتر الجناح هو 40.7–44.7 سنتيمتر (16.0–17.6 بوصة) والذيل 20.7–24.3 سنتيمتر (8.1–9.6 بوصة) طويلة. تتكيف بشكل جيد مع نمط حياتهم المائية. على عكس معظم البوم ، لديهم الحد الأدنى من الريش على أصابع القدم والطرسوس ، مما يقلل من كمية الريش التي تبلل أثناء الصيد. مثل الطيور الجارحة النهارية المتخصصة في الأسماك ، لديهم قشور شائكة على قاع أقدامهم تساعدهم على الإمساك بالأسماك الزلقة. نظرًا لأن السمع والخلسة السمعية ليست مهمة لتقنيات الصيد ، فإن هذا البوم ليس لديه سمع قوي وليس لديه حواف ناعمة لريش طيرانه تشترك فيه معظم البوم ، مما يجعل من شبه المستحيل سماعه أثناء الطيران.

## توزيع والسكن

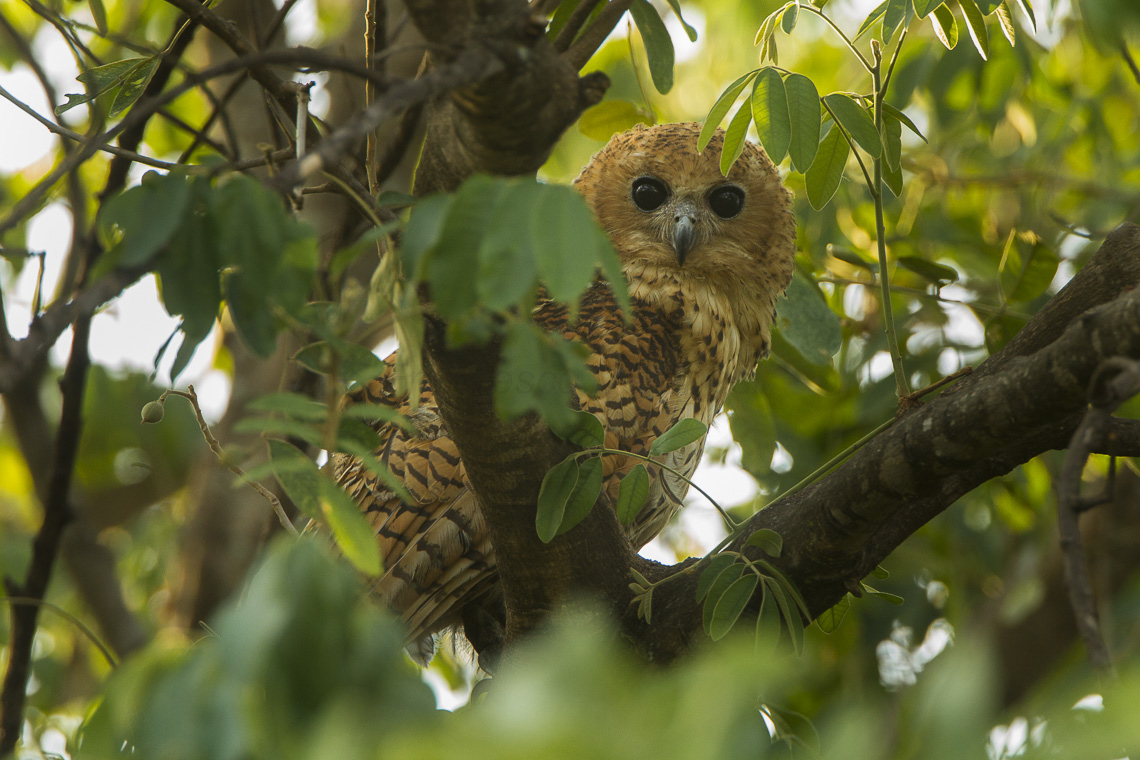
بومة الصيد بيل في ملاوي

تم العثور عليها في جزء كبير من أنحاء أفريقيا جنوب الصحراء الكبرى ، ولكنها بشكل عام محلية وغير شائعة وغائبة عن المناطق الأكثر جفافا. تتوزع بشكل غير منتظم في نيجيريا والسنغال وغامبيا وغينيا وسيراليون ووسط أفريقيا من الساحل إلى شرق زائير وبشكل متقطع إلى جنوب السودان والصومال وكينيا وتنزانيا وجنوبًا إلى زيمبابوي وبوتسوانا وشرق جنوب أفريقيا .
تم العثور على بومة بيل صائدة السمك في الغابات على طول الأنهار والبحيرات. يمكن العثور عليها في المستنقعات ومصبات الأنهار عند مستوى سطح البحر حتى ارتفاع يصل إلى حوالي 1,700 متر (5,600 قدم) . موطنهم المفضل هو الغابات النهرية ذات الأشجار الكبيرة ، على الرغم من وجود أعداد كبيرة أيضًا في الجزر ذات الأشجار الكبيرة القديمة داخل الأنهار الكبيرة أو المستنقعات أو البحيرات ، طالما أن الجزر ليست بعيدة جدًا عن الضفة. هذا النوع سكني إلى حد كبير وليس له حركة موسمية ، على الرغم من أن الطيور الصغيرة غير المتكاثرة قد تتجول إلى حد ما قبل المطالبة بأراضيها. قد تتحرك بومة صيد بيل خارج نطاقها الخاص في البحث عن الفريسة.

## السلوك
بشكل عام ، هذا النوع هو ليلي وينشط بشكل صاخب في الليالي المقمرة ، خاصة بالقرب من الفجر. ومع ذلك ، يُنظر إليها أحيانًا على أنها نشطة خلال النهار ، خاصة عندما تكون الفريسة نادرة. خلال النهار ، عادة ما تجثم على فرع شجرة كبير. في كثير من الأحيان ، يجثم الذكور والإناث معا. عند الغسق ، يغادرون المجثم وبدلاً من ذلك يجثمون على جذوع وفروع وأشياء أخرى تمتد فوق الماء.

### النظام الغذائي والتغذية
الفريسة الرئيسية لبومة بيل صائدة السمك هي الأسماك. يمكنهم أخذ الأسماك التي تزن ما يصل إلى 2 كيلوغرام (4.4 رطل) ولكن غالبية الأسماك التي يتم صيدها أصغر بكثير ، وعادة ما يزن 100–200 غرام (3.5–7.1 أونصة) . هم ليسوا من الصعب إرضاءه بين أنواع الأسماك وأي أسماك في نطاق حجم معقول وتوجد بالقرب من سطح الماء يتم صيدها واستهلاكها بسهولة. بالمقارنة مع البوم الأسماك في جنس Bubo ، فإن البوم الصيد الثلاثة أكثر بؤسًا تمامًا ونادرا ما تختلف اختيارها فريسة من الأسماك. ومع ذلك ، نادرًا ما يأخذون الحيوانات المائية الأخرى مثل الضفادع وسرطان البحر وبلح البحر والحشرات الكبيرة. في حالة واحدة ، لوحظ أن بومة بيل صائدة السمك تسبق تمساح النيل الصغير ( Crocodylus niloticus ). أثناء هبوطها فوق الماء ، تكتشف هذه البوم حركة الأسماك من التموجات في الماء وتنقض للاستيلاء على فريستها بمخالبها القوية ثم تنتقل مرة أخرى إلى جثمها لأكلها. على عكس العديد من الطيور الأخرى التي تأكل الأسماك ، نادرًا ما تغمس بومة بيل صائدة السمك نفسها أو تبتل بشكل خاص أثناء الصيد. والأكثر شيوعًا أن هذا النوع سيأكل عن طريق الخوض في المياه الضحلة على طول ضفاف الرمال.

### التربية

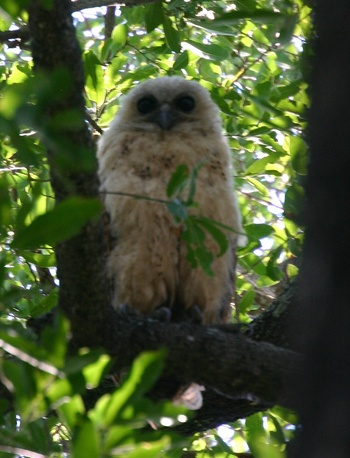
طائر صغير بالقرب من سن صغير في بوتسوانا.

عش بومة بيل صائدة السمك خلال موسم الجفاف ، والذي يتميز بفوائد أقل وواضحة ، وبالتالي يمكن اكتشاف الأسماك بسهولة أكبر. إنهم أحاديون وإقليميون ، يدعون امتدادهم لنهر أو شاطئ البحيرة. تحدث جميع أنشطة تاريخ الحياة في الأنواع على مسافة مذهلة من الماء. تتم المطالبة بالأراضي من خلال الصيد في بداية موسم التكاثر. عندما يكون اختيار الفريسة جيدًا ، يمكن أن يكون عدد البوم كثيفًا للغاية. في مثل هذه الأوقات السخية ، غالبًا ما تكون الأراضي صغيرة جدًا مع النشاط المركزي لأزواج التكاثر التي تحدث أحيانًا في غضون 300 متر (980 قدم) من بعضهم البعض. في بوتسوانا ، تم العثور على 23 منطقة على طول 60   كم من النهر ، وفي حديقة كروجر الوطنية ، يمكن العثور على ما يصل إلى 8 أزواج في 18   كم من نهر ليفوبو.

## الحالة
تتراوح بومة بيل صائدة السمك من نادرة محليًا ومتفرقة إلى شائعة جدًا ، اعتمادًا على مدى مثالية البيئة المحلية. بسبب الاعتماد على الممرات المائية الكبيرة مع وفرة الأسماك والأشجار الناضجة ، فهي شديدة الحساسية لموطنها. قد يكون سد الأنهار ، والطمي ، وإزالة المياه للري قضايا محلية تواجهها . في بعض الأماكن ، قد يشكل تلوث المياه مشكلة أخرى ، ويمكن للصيد المفرط ، ولا سيما حيث يتزايد عدد السكان بسرعة ، أن يستنفد الإمدادات الغذائية من البومة. يمكن أن يكون للتغييرات في إمدادات المياه آثار ضارة على الغابات النهرية التي تجثم فيها بومة بيل والأعشاش ، وفي بعض المناطق يتدهور هذا الموطن أكثر من خلال قطع الأخشاب وحتى بسبب تلف الأشجار بسبب أعداد كبيرة من الأفيال . حتى في الأماكن التي تعيش فيها في المناطق المحمية ، لا يزال من الممكن للأنشطة البشرية في المنبع التأثير على الأرصدة السمكية وتداخل الأشجار. بشكل عام ، يتم توزيع الأنواع على نطاق واسع ويبدو أن التجمعات مستقرة حاليًا. ومع ذلك ، من المرجح أن تتعرض الأنواع لضغوط متزايدة في المستقبل إذا أصبحت القارة الإفريقية أكثر جفافًا ، كما تنبأت نماذج تغير المناخ ، وتعتمد أعداد متزايدة من البشر على أنظمة الأنهار في المنطقة وتؤثر عليها. وبالتالي ، تم تصنيف الأنواع على أنها أقل اهتمام من قبل IUCN.

## روابط خارجية
- بومة بيل صائدة السمك - نص الأنواع في أطلس الطيور في الجنوب الأفريقي .